# 南大柴遗址
南大柴遗址，位于山西省临汾市襄汾县南贾镇大柴村西南的汾河，是中华人民共和国山西省文物保护单位之一。
1986年8月18日，授予山西省文物保护单位，是一座古遗址。